# Javni zavod
Javni zavod je ustanova, ki opravlja javne službe. Značilne dejavnosti, ki jih opravljajo javni zavodi so: vzgoja in izobraževanje, znanost, kultura, šport, zdravstvo, socialno varstvo, otroško varstvo, invalidsko varstvo, socialno zavarovanje ali druge dejavnosti, če cilj opravljanja dejavnosti ni pridobivanje dobička.
V skladu z Zakonom o zavodih se lahko javni zavodi ustanovijo tudi za opravljanje dejavnosti, ki niso opredeljene kot javne službe, v primeru, da se opravljanje dejavnosti zagotavlja na način in pod pogoji, ki veljajo za javno službo. Ustanovitelj javnega zavoda je lahko z zakonom pooblaščena pravna oseba, npr. republika, občina, mesto, soustanovitelji pa so lahko tudi druge pravne ali fizične osebe. Javni zavod lahko opravlja eno ali več dejavnosti.